# Henry Kendall

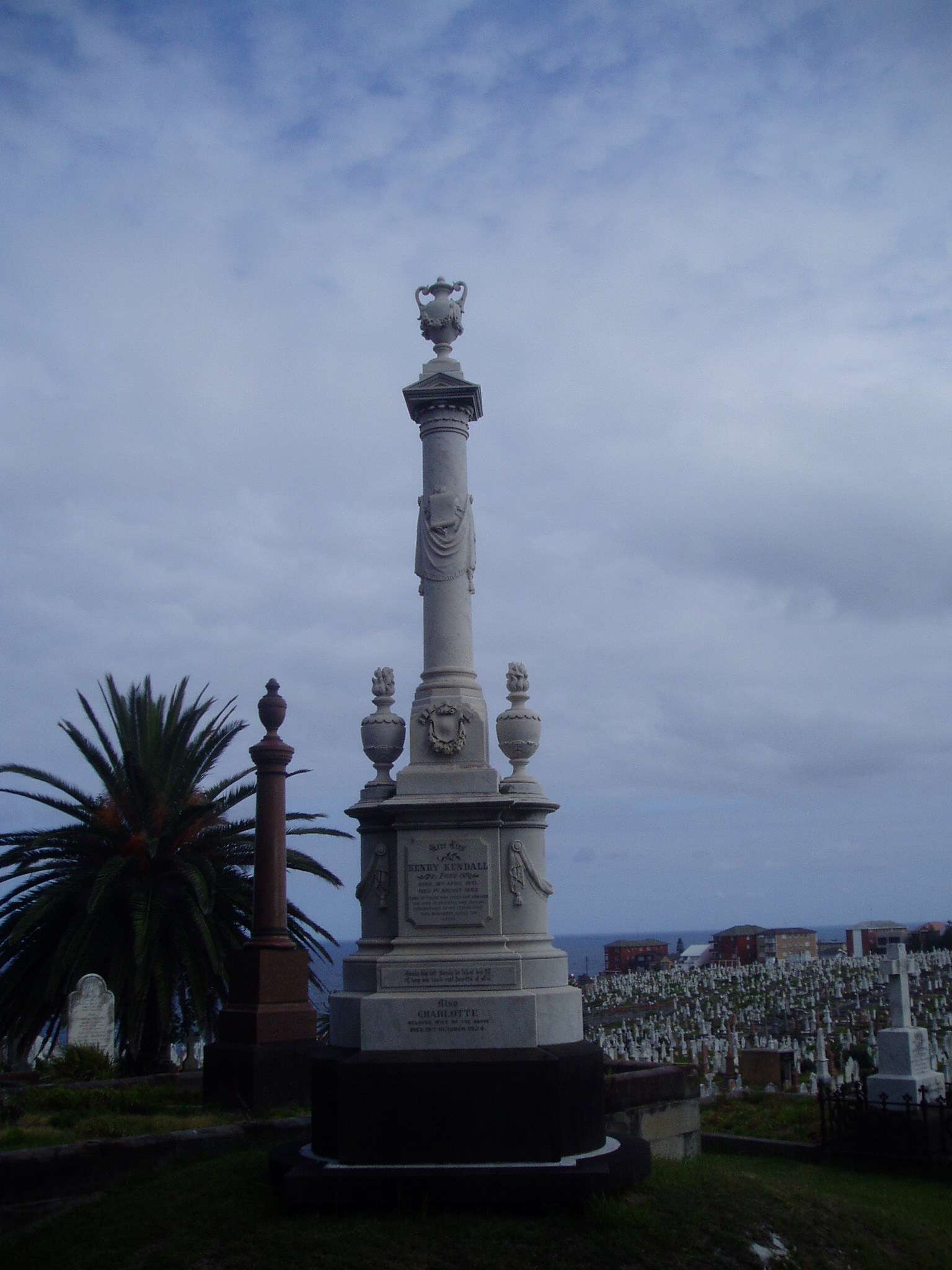
Henry Kendalls Grabdenkmal

Thomas Henry Clarence Kendall (* 18. April 1839 in Ulladulla, New South Wales, Australien; † 1. August 1882 in Redfern, damals bei Sydney) war ein australischer Schriftsteller.
Sein Werk wird der Naturlyrik zugeordnet.

## Werke
- Bell-birds and other verses
- Leaves from Australian forrests (1869)
- The poems